# Nikki Cox
Nicole Avery "Nikki" Cox (Los Angeles, (Californië), 2 juni 1978) is een Amerikaans actrice.
Cox leerde op jonge leeftijd dansen en ballet. Hierdoor kon ze op zeker moment terecht als achtergronddanseres in films zoals Michael Jacksons Moonwalker uit 1988. Vanaf 1989 begon ze erbij te acteren. Cox had gastrollen in series als Star Trek: The Next Generation, Murphy Brown, Blossom, The Nanny en Baywatch. Ook speelde ze tussen 1993 en 1995 in General Hospital.
Door al die gastrollen kreeg ze in 1995 een rol aangeboden in de serie Unhappily Ever After. Deze liep tot 1999. Ze zat niet lang zonder werk: In 2000 kreeg ze haar eigen komedieserie, Nikki. Deze duurde tot en met 2002 en werd in Nederland uitgezonden op Veronica. Vanaf 2003 speelde ze in de serie Las Vegas, die vijf seizoenen liep.
Cox trouwde in december 2006 met komiek-acteur Jay Mohr. Ze kregen in 2011 samen een zoon. Hun huwelijk eindigde in 2018.

## Filmografie
*Exclusief televisiefilms
- Lonely Street (2008)
- Run Ronnie Run (2002)
- Don's Plum (2001)
- Nutty Professor II: The Klumps (2000)
- Sub Down (1997)
- The Glimmer Man (1996)
- Terminator 2: Judgment Day (1991)
- Paula Abdul: Straight Up (1989)
- Moonwalker (1988)
- Mac and Me (1988)

## Televisieseries
*Exclusief eenmalige gastrollen
- The Spectacular Spider-Man - stem Silver Sable (2009, twee afleveringen)
- Las Vegas - Mary Connell (88 afleveringen, 2003-2007)
- The Jake Effect - Liza Wheeler (2006, 7 afleveringen)
- Nikki - Nikki White (2000-2002, 41 afleveringen)
- The Norm Show - Taylor Clayton (1999-2001, 7 afleveringen)
- Unhappily Ever After - Tiffany Malloy (1995-1999, 100 afleveringen)
- Blossom - Cynthia (1993, 4 afleveringen)

- Bibliothèque nationale de France: cb150804745 (data)
- International Standard Name Identifier: 0000 0001 1454 7099
- Library of Congress Control Number: no2010044550
- Virtual International Authority File: 108073924
- WorldCat: E39PBJqVXJ4xD83BhyfgwyxRrq